# Sven-David Sandström
Sven-David Sandström (ur. 30 października 1942 w Borensbergu, zm. 10 czerwca 2019) – szwedzki kompozytor.

## Życiorys
W latach 1963–1967 studiował historię sztuki i muzykologię na Uniwersytecie Sztokholmskim. Od 1967 do 1972 roku kształcił się w konserwatorium w Sztokholmie u Ingvara Lidholma, jego nauczycielami byli także György Ligeti i Per Nørgård. W 1983 roku został wybrany na przewodniczącego szwedzkiej sekcji Międzynarodowego Towarzystwa Muzyki Współczesnej. W 1984 roku otrzymał Nagrodę muzyczną Rady Nordyckiej za utwór Requiem: De ur alla minnen fallna. Od 1985 do 1995 roku uczył kompozycji w konserwatorium sztokholmskim, w 1998 roku objął funkcję jego prorektora. Od 1999 roku wykładał na Uniwersytecie Indiany w Bloomington.

## Twórczość
W swojej twórczości wykorzystywał różnorodne współczesne techniki kompozytorskie takie jak serializm, mikrotonowość i aleatoryzm. Początkowo tworzył niemal wyłącznie muzykę instrumentalną o dosyć zachowawczej harmonice, późne dzieła instrumentalne cechują się emocjonalnością nawiązującą do stylistyki romantycznej. Najważniejsze znaczenie mają jego utwory chóralne i sceniczne. Kompozytor często wykorzystywał w nich skandalizujące tematy takie jak sadyzm czy pornografia.

## Wybrane kompozycje
(na podstawie materiałów źródłowych)

### Utwory orkiestrowe
- Bilder na perkusję i orkiestrę (1969)
- Intrada na instrumenty dęte, smyczki i perkusję (1969)
- 17 Bildkombinationen na instrumenty dęte, perkusję i smyczki (1969)
- In the Meantime na orkiestrę kameralną (1970)
- Sounds na 14 instrumentów smyczkowych (1970)
- To You (1970)
- Around a Line na instrumenty dęte, fortepian, perkusję i smyczki (1971)
- Through and Through (1972)
- Con tutta forza na 41 instrumentów dętych i 6 perkusistów (1976)
- Culminations (1977)
- Agitato na fortepian i orkiestrę (1978)
- The Rest Is Dross na smyczki (1979)
- Koncert fletowy (1980)
- koncert gitarowy Lonesome (1983)
- Koncert na skrzypce i orkiestrę smyczkową (1985)
- A Day – The Days (1987)
- Uwertura (1987)
- Invigningsfanfar (1988)
- Koncert wiolonczelowy (1989)
- Koncert fortepianowy (1990)
- Piece of Pieces (1992)
- Vattenmusik 1–2 na zespół dęty (1992)
- Koncert na perkusję (1993)
- First-pieces (1994)
- Symphonic Piece na orkiestrę i chór męski (1994)
- Young Pieces (1995)
- Symfonia (1999)

### Utwory kameralne
- Music na 5 instrumentów smyczkowych (1968)
- Sonata na flet solo (1968)
- Combinations na klarnet (1968)
- Concertato na klarnet, puzon, wiolonczelę i perkusję (1969)
- Kwartet smyczkowy (1969)
- Disturbances na 6 instrumentów dętych blaszanych (1970)
- Disjointing na puzon (1970)
- Jumping Excursions na klarnet, wiolonczelę, puzon i cymbały (1970)
- Mosaic na trio smyczkowe (1970)
- Under the Surface na 6 puzonów (1971)
- Concentration na 8 instrumentów dętych i 4 kontrabasy (1971)
- Closeness na klarnet (1973)
- ...And All the Flavors Around na skrzypce, fortepian, klarnet i flet (1973)
- 6 Character Pieces na flet, obój, fagot, 2 skrzypiec, kontrabas i perkusję (1973)
- Convergence na fagot (1973)
- Inside na puzon basowy i fortepian (1974)
- Metal, Metal na 4 perkusistów (1974)
- In the Shadow of... na fortepian, wiolonczelę i perkusję (1974)
- Ratio na tubę i bęben wielki (1974)
- Utmost na kwintet dęty, trąbkę, puzon, tubę i perkusję (1975)
- Effort na wiolonczelę (1977)
- Break This Heavy Chain That Does Freeze My Bones Around na 2 fagoty (1979)
- Within na 8 puzonów i perkusję ad libitum (1979)
- Drums na kotły i 4 perkusistów (1980)
- Behind na kwartet smyczkowy (1981)
- The Last Fight na perkusję (1984)
- Sax Music na kwartet saksofonowy (1985)
- Chained na perkusję i 2 fortepiany (1986)
- The Slumberous Mass na 4 puzony (1987)
- Dance III na 3 wiolonczele (1988)
- Fantasia II na trio fortepianowe (1989)
- Free Music I na flet i 6 perkusistów (1990)
- Free Music II na fortepian i perkusję (1990)
- Pieces of Wood na 6 perkusistów (1992)
- Kwintet dęty (1993)
- Pieces for Saxophones na kwartet saksofonowy (1994)

### Utwory fortepianowe
- Concentration II na 2 fortepiany (1972)
- High Above (1972)
- 5 Duets (1973)
- Introduction – Out of Memories – Finish na 2 fortepiany (1981)
- Fantasia I (1989)

### Utwory organowe
- The Way (1973)
- Openings (1975)
- Libera me (1980)

### Utwory na chór a cappella
- Invention na 16 głosów (1969)
- Dilecte mi (Canticum canticorum) na chóry męskie i żeńskie (1974)
- A Cradle Song/The Tyger na chór (1978)
- Spring – Introduction – Earth’s Answer na chór (1978)
- Agnus Dei na chór (1980)
- Missa brevis na chór (1984)
- Stille etter Gud na 3 chóry (1986)
- 24 romantiska etyder na chór (1988)

### Utwory wokalno-instrumentalne
- Lamento na 3 grupy chóralne i 4 puzony (1971)
- Visst? na sopran, 2 chóry, instrumenty dęte, orkiestrę pop i grupę skrzypiec (1971)
- Just a Bit na sopran, fagot, skrzypce i harfę (1972)
- Birgitta-Music I na grupy mówione i śpiewające, orkiestrę, zespół instrumentów renesansowych, organy, muzyków ludowych i tancerzy (1973)
- Expression na mezzosopran z amplifikacją, wiolonczelę, fortepian na 4 ręce i taśmę (1976)
- Tystnaden na tenora, recytatora i 14 instrumentów smyczkowych (1979)
- Requiem: De ur alla minnen fallna na 4 solistów, chór mieszany, chór dziecięcy, orkiestrę i taśmę (1979)
- Our Peace na 3 chóry i 3 organy (1983)
- Ut över slätten med en doft av hav na solistów, chór i orkiestrę (1984)
- Convivere na 5 śpiewaków i 6 instrumentalistów (1985)
- Drömmar na mezzosopran, tenora, chór mieszany i orkiestrę (1985)
- Kantat till Filharmonin na solistów, chór i orkiestrę (1986)
- Sånger om kärlek na sopran i orkiestrę (1990)
- Mass and Psaltery Psalm na solistów, chór, kwintet dęty blaszany i 2 organy (1992)
- High Mass na solistów, organy i orkiestrę (1994)
- Nobelmusik na chór, kwintet dęty blaszany i organy (1994)
- Frihetsmässa na sopran, klarnet solo, chór mieszany, kwintet dęty i organy (1996)
- Se, öarna na mezzosopran i kwintet dęty (1998)

### Utwory sceniczne
- opera kościelna Stark såsom döden (wyst. Sztokholm 1978)
- opera kameralna Hasta o älskade brud (1978)
- muzyka do sztuki Augusta Strindberga Ett drömspel (1980)
- opera kościelna Amos (1981)
- opera dziecięca Slottet det vita (1982)
- balet Admorica (1985)
- opera Slottet det vita (wyst. Sztokholm 1987)
- balet Den elfte gryningen (1988)
- opera Staden (wyst. Sztokholm 1997)